# Anglosphäre

blau: Staaten mit Englisch als Erstsprache eines Großteils der Bevölkerung und mit einem gemeinsamen, auf die Britischen Inseln zurückgehenden kulturellen Erbe (Anglosphäre im engeren Sinne)
hellblau: Länder, in denen die englische Sprache zwar als Verkehrssprache dient, darüber hinaus jedoch kein oder nur ein marginales gemeinsames kulturelles Erbe mit der ehemaligen britischen oder, im Fall der Philippinen, amerikanischen Kolonialmacht besteht (Anglosphäre im weiteren Sinne)

Anglosphäre (Neologismus aus anglo- ‚englisch‘ und Sphäre ‚Einflussbereich‘; Begriffsprägung durch den Autor Neal Stephenson) bezeichnet zusammenfassend die Staaten,
- in denen die englische Sprache von der überwiegenden Mehrzahl der Bevölkerung (mutter- bzw. erstsprachlich) gesprochen wird und/oder Amtssprache ist und
- die überwiegend ein gemeinsames kulturelles Erbe haben.

Zur Anglosphäre im engeren Sinne zählen demnach – aufgrund ihrer sprachlichen (→ englischer Sprachraum), historischen (→ British Empire), juristischen (→ Common Law), wirtschaftlichen (→ Angelsächsisches Modell) und politischen Gemeinsam- und Ähnlichkeiten –
- die Britischen Inseln (Vereinigtes Königreich und Irland) und von diesen ausgehend
- die Vereinigten Staaten,
- Kanada (ohne Québec),
- Australien und
- Neuseeland.

## „Anglosphäre“ als politisches Schlagwort
Der englischsprachige Ausdruck anglosphere wurde von angelsächsischen politischen Strömungen oft als Kampfbegriff im Zusammenhang mit einer stärkeren Loslösung Großbritanniens von Kontinentaleuropa und der EU in Richtung Nordamerika, insbesondere den USA, gebraucht.